# Douzens
Douzens är en kommun i departementet Aude i regionen Occitanien  i södra Frankrike. Kommunen ligger  i kantonen Capendu som ligger i arrondissementet Carcassonne. År 2022 hade Douzens 780 invånare.

## Befolkningsutveckling
Antalet invånare i kommunen Douzens
Referens: INSEE